# 제홀로프테루스
제홀로프테루스(학명: Jeholopterus)는 익룡의 일종으로, 쥐라기 중-후기에 번성한 것으로 알려져 있으며 아누로그나투스과에 속한 익룡 중에서 가장 큰 몸집을 가졌다. 화석은 중국의 내몽골 자치구에 있는 타오지샨 층에서 발견되었다.